# Up with People
Up with People ist eine 1965 gegründete US-amerikanische Non-Profit-Bildungsorganisation, die ähnlich der Sing-Out-Revue auf die Bewegung Moral Re-Armament (MRA, deutsch: Moralische Aufrüstung) zurückzuführen ist.
Up with People ist vor allem für ihre Musik-Shows bekannt, bei denen zwischen 70 und 100 junge Menschen im Alter von 18 bis 29 Jahren aus bis zu 20 verschiedenen Ländern auftreten. Bei diesen „casts“ bereist die Gruppe für ein oder zwei Semester mindestens drei Kontinente, um vor Ort am öffentlichen Leben teilzunehmen, soziale Unterstützung zu leisten und ihre Musik-Show aufzuführen. Bis ins Jahr 2000 dauerte eine solche Reise ein ganzes Jahr. Es gab damals jährlich fünf „casts“, die jeweils im Januar (eine Gruppe) und im Juli (vier Gruppen) starteten.
Die Studenten leben während ihrer Zeit mit Up with People in Gastfamilien. Die Show dient einerseits dazu, sich bei den Gastfamilien für ihre Gastfreundschaft zu bedanken. Andererseits verkünden die Studenten ihre (nicht religiöse) Botschaft in Form von Musik und weisen auf soziale, ethische, kulturelle sowie andere Probleme, aber auch Chancen für die Menschheit hin. Die Musik soll dabei als internationale Sprache verwendet werden, die jeder versteht.
Die Organisation ist in Denver in den USA beheimatet. Die europäische Zentrale befindet sich in Brüssel. Als Gründer gilt J. Blanton Belk. Nach einer Einstellung des Programms im Jahr 2000 kam es 2004 vorerst unter der neuen Bezeichnung «WorldSmart» zu einem Neustart. Bald wurde aber wieder mit dem bekannten Namen Up with People gearbeitet.

## Bekannte Teilnehmer
- Glenn Close sang bereits mit 17 Jahren für die Gruppe.[6]
- Bastiaan Ragas, niederländischer Sänger, Schauspieler, Musicaldarsteller und Moderator.
- Tooske Ragas, niederländische Schauspielerin und Moderatorin im deutschen Fernsehen

## Rezeption
Die Gruppen traten 1976, 1980, 1982, und 1986 in der Halbzeit-Show des Super Bowl sowie 1972 an den Olympischen Spielen in München auf. Im westdeutschen Fernsehen gab es seit den 1970er und 1980er Jahren Auftritte in Samstagabendshows. Unter einem eigenen Musiklabel Up With People! Records wurden bis 1998 Tonträger veröffentlicht.
Die Simpsons-Episode Selma will ein Baby zeigt als Anspielung auf Up with People einen Auftritt der Gruppe Hooray for Everything.
Im Jahr 2009 erschien die Filmdokumentation Smile 'Til It Hurts: The Up with People Story der Regisseurin Lee Storey.
Der Film dokumentiert die Geschichte der Gruppe von ihren Ursprüngen in den späten 1950er Jahren an. Er arbeitet heraus, dass die Gruppe, deren Gründung von Unternehmen wie Halliburton, General Motors, Exxon und Searle unterstützt wurde, als Gegenbewegung zur Hippiekultur konzipiert war. Trotz einiger Kritik an den religiösen Wurzeln der Organisation, ihrer politisch konservativen Botschaft und der einfältigen Musik, so eine Besprechung der New Yorker Village Voice, porträtiere er die Beteiligten mit Respekt für ihre guten Absichten.

## Diskografie
- Up With People! In Hollywood, Pace Records, 1965
- Up With People, Pace Records, 1970
- Let All The People In, Up With People! Records, 1971
- The Up With People Show, Up With People! Records, 1972
- The Up With People CBS TV Special, Up With People! Records, 1972
- The Further We Reach Out / Up With People In Concert, Up With People! Records, 1972
- Livin' On, Up With People! Records, 1974
- The '75/'76 Show Album, Up With People! Records, 1975
- Up With People, Up With People! Records, 1977
- Up With People - Times Of Your Life - A 100-Year Start On Tomorrow, Kodak, 1979
- People Are The Energy, Up With People! Records, 1979
- Encore!, Up With People! Records, 1981
- Super Bowl XVI, Up With People! Records, 1981
- Live In Concert, Up With People! Records, 1983
- Beat Of The Future, Up With People! Records, 1985
- Time For The Music - The World Tour, Up With People! Records, 1987
- Roads, Up With People! Records, 1998[10]